# 碘他拉酸
碘他拉酸（英語：Iotalamic acid）又称碘酞酸、碘肽酸或异泛影酸，商品名康锐（Conray），化学名5-乙酰胺基-N-甲基-2,4,6-三碘间甲酰胺苯甲酸，为泛影酸的同分异构体，区别在于其中一个酰胺键朝向不同。是一种含碘离子型X射线或CT造影剂。常以其钠盐（碘他拉酸钠，碘酞酸钠、异泛影钠）或葡甲胺盐（碘他拉葡胺，碘酞葡胺）形式进行静脉注射或膀胱内注射对血管和泌尿道进行医学造影。可由5-硝基-1,3-苯二甲酸单甲酯为原料，与甲胺发生酰胺化反应得到3-硝基-5-[(甲胺基)羰基]苯甲酸，随后进行催化加氢还原、碘代和乙酰化得到。
如果将碘换成具有放射性的碘-125，则称为125I-碘酞酸，其钠盐商品名为Glofil-125，主要应用于评价肾小球滤过率，特别是在肝肾移植患者中肾功能的评价上具有非常重要的作用。